# Stadtwerke Schleswig
Stadtwerke Schleswig (på dansk også Byens værker) er et forsyningsselskab, der leverer elektricitet, vand og fjernvarme samt aftager spildevand for indbyggerne i Slesvig by og omegenen i Sydslesvig. Op til 60% af el kommer fra vand- og vindkraftværker, fotovoltaik eller biogasanlæg. Byens værker står også for den kommunale gadefejning og driver byens svømmehal (Fjordarium) og lystbådehavn.
I marts 2018 kom det frem, at virksomheden over flere år har udledt plastikrester i Slien via sit renseanlæg. Plastikken stammede fra industrielle fødevare-rester, som firmaet ReFood solgte til Slesvigs forsyningsselskabets biogasanlæg. Forureningen har imidlertid spredt sig til hele fjorden hen imod Sliminde ved Sliens udmunding til Østersøen. Særligt påvirket er den naturfredede halvø Rejsholm. På grund af forureningens enorme omfang blev der oprettet en task-force-gruppe, der skal stå for styringen af det påbegyndte rensningsarbejde. Oprydningen kan tage flere år og ville koste et syvcifret beløb.